# Rhizoecus chilensis
Rhizoecus chilensis är en insektsart som beskrevs av Hambleton 1976. Rhizoecus chilensis ingår i släktet Rhizoecus och familjen ullsköldlöss. Inga underarter finns listade i Catalogue of Life.